# Asplenium reichsteinii
Asplenium reichsteinii är en svartbräkenväxtart som beskrevs av Bennert, Rasbach och K.Rasbach. Asplenium reichsteinii ingår i släktet Asplenium och familjen Aspleniaceae. Inga underarter finns listade.